# 24h Le Mans 1978

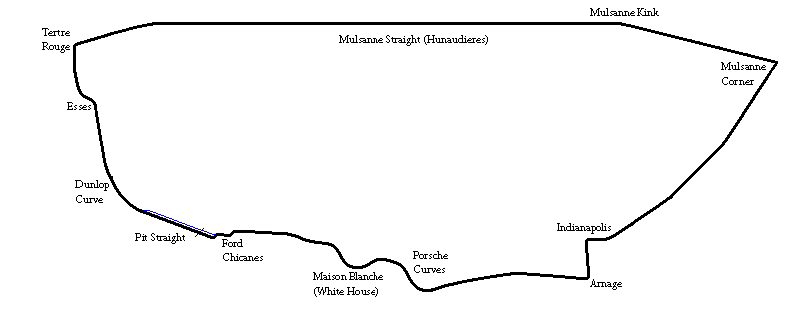
Tor Circuit de la Sarthe

24h Le Mans 1978 – 24–godzinny wyścig rozegrany na torze Circuit de la Sarthe w dniach 10–11 czerwca 1978 roku.

## Wyniki
Źródło: experiencelemans.com
| Poz.  | Klasa     | Nr | Zespół                                                   | Kierowcy                                                               | Nadwozie                           | Okr. |
| Poz.  | Klasa     | Nr | Zespół                                                   | Kierowcy                                                               | Silnik                             | Okr. |
| ----- | --------- | -- | -------------------------------------------------------- | ---------------------------------------------------------------------- | ---------------------------------- | ---- |
| 1     | S +2.0    | 2  | Renault Sport                                            | Didier Pironi Jean-Pierre Jaussaud                                     | Renault Alpine A442B               | 369  |
| 1     | S +2.0    | 2  | Renault Sport                                            | Didier Pironi Jean-Pierre Jaussaud                                     | Renault 2.0L Turbo V6              | 369  |
| 2     | S +2.0    | 6  | Martini Racing Porsche System                            | Bob Wollek Jürgen Barth Jacky Ickx                                     | Porsche 936/78                     | 364  |
| 2     | S +2.0    | 6  | Martini Racing Porsche System                            | Bob Wollek Jürgen Barth Jacky Ickx                                     | Porsche Type-935 2.1L Turbo Flat-6 | 364  |
| 3     | S +2.0    | 7  | Martini Racing Porsche System                            | Hurley Haywood Peter Gregg Reinhold Joest                              | Porsche 936/77                     | 362  |
| 3     | S +2.0    | 7  | Martini Racing Porsche System                            | Hurley Haywood Peter Gregg Reinhold Joest                              | Porsche Type-935 2.1L Turbo Flat-6 | 362  |
| 4     | S +2.0    | 4  | Equipe Renault Elf Sport Calberson                       | Guy Fréquelin Jean Ragnotti José Dolhem Jean-Pierre Jabouille          | Renault Alpine A442A               | 358  |
| 4     | S +2.0    | 4  | Equipe Renault Elf Sport Calberson                       | Guy Fréquelin Jean Ragnotti José Dolhem Jean-Pierre Jabouille          | Renault 2.0L Turbo V6              | 358  |
| 5     | IMSA +2.5 | 90 | Dick Barbour Racing                                      | Brian Redman Dick Barbour John Paul Sr.                                | Porsche 935/77                     | 337  |
| 5     | IMSA +2.5 | 90 | Dick Barbour Racing                                      | Brian Redman Dick Barbour John Paul Sr.                                | Porsche Type-935 3.0L Turbo Flat-6 | 337  |
| 6     | Gr.5 +2.0 | 44 | Porsche Kremer Racing                                    | Jim Busby Chris Cord Rick Knoop                                        | Porsche 935/77                     | 336  |
| 6     | Gr.5 +2.0 | 44 | Porsche Kremer Racing                                    | Jim Busby Chris Cord Rick Knoop                                        | Porsche Type-935 3.0L Turbo Flat-6 | 336  |
| 7     | Gr.5 +2.0 | 41 | Mondelo ASA Cachia Team Pace                             | Alfredo Guaraná Paulo Gomes Mário Amaral                               | Porsche 935/77                     | 329  |
| 7     | Gr.5 +2.0 | 41 | Mondelo ASA Cachia Team Pace                             | Alfredo Guaraná Paulo Gomes Mário Amaral                               | Porsche Type-935 3.0L Turbo Flat-6 | 329  |
| 8     | Gr.5 +2.0 | 43 | Martini Racing Porsche System                            | Manfred Schurti Rolf Stommelen                                         | Porsche 935/78                     | 326  |
| 8     | Gr.5 +2.0 | 43 | Martini Racing Porsche System                            | Manfred Schurti Rolf Stommelen                                         | Porsche 3.2L Turbo Flat-6          | 326  |
| 9     | GTP 3.0   | 72 | Jean Rondeau                                             | Jean Rondeau Bernard Darniche Jacky Haran                              | Rondeau M378                       | 294  |
| 9     | GTP 3.0   | 72 | Jean Rondeau                                             | Jean Rondeau Bernard Darniche Jacky Haran                              | Ford Cosworth DFV 3.0L V8          | 294  |
| 10    | S +2.0    | 10 | Grand Touring Cars Inc.                                  | Vern Schuppan Jacques Laffite Sam Posey                                | Mirage M9                          | 293  |
| 10    | S +2.0    | 10 | Grand Touring Cars Inc.                                  | Vern Schuppan Jacques Laffite Sam Posey                                | Renault 2.0L Turbo V6              | 293  |
| 11    | S 2.0     | 31 | ROC La Pierre du Nord                                    | Michel Pignard Lucien Roussiaud Laurent Ferrier                        | Chevron B36                        | 284  |
| 11    | S 2.0     | 31 | ROC La Pierre du Nord                                    | Michel Pignard Lucien Roussiaud Laurent Ferrier                        | ROC-Chrysler 2.0L I4               | 284  |
| 12    | GT 3.0    | 66 | BP Racing / Anne-Charlotte Verney                        | Anne-Charlotte Verney Xavier Lapeyre François Servanin                 | Porsche 911 Carrera RSR            | 279  |
| 12    | GT 3.0    | 66 | BP Racing / Anne-Charlotte Verney                        | Anne-Charlotte Verney Xavier Lapeyre François Servanin                 | Porsche 3.0L Flat-6                | 279  |
| 13    | GTP 3.0   | 71 | André Chevalley Racing                                   | André Chevalley François Trisconi                                      | Inaltera LM                        | 279  |
| 13    | GTP 3.0   | 71 | André Chevalley Racing                                   | André Chevalley François Trisconi                                      | Ford Cosworth DFV 3.0L V8          | 279  |
| 14    | IMSA +2.5 | 97 | Charles Ivey Racing                                      | Larry Perkins Gordon Spice John Rulon-Miller                           | Porsche 911 Carrera RSR            | 278  |
| 14    | IMSA +2.5 | 97 | Charles Ivey Racing                                      | Larry Perkins Gordon Spice John Rulon-Miller                           | Porsche 3.0L Flat-6                | 278  |
| 15    | S +2.0    | 8  | Alain de Cadenet                                         | Alain de Cadenet Chris Craft                                           | De Cadenet-Lola LM                 | 273  |
| 15    | S +2.0    | 8  | Alain de Cadenet                                         | Alain de Cadenet Chris Craft                                           | Ford Cosworth DFV 3.0L V8          | 273  |
| 16    | IMSA +2.5 | 86 | Écurie Grand Competition Cars North American Racing Team | François Migault Lucien Guitteny                                       | Ferrari 365 GT4/BB                 | 262  |
| 16    | IMSA +2.5 | 86 | Écurie Grand Competition Cars North American Racing Team | François Migault Lucien Guitteny                                       | Ferrari 4.9L Flat-12               | 262  |
| 17    | GT +3.0   | 62 | „Ségolen”                                                | Christian Bussi Jean-Claude Briavoine „Ségolen”                        | Porsche 934                        | 259  |
| 17    | GT +3.0   | 62 | „Ségolen”                                                | Christian Bussi Jean-Claude Briavoine „Ségolen”                        | Porsche 3.0L Turbo Flat-6          | 259  |
| 18 NS | S 2.0     | 23 | Artos Francy Sauber PP AG                                | Marc Surer Eugen Strähl Harry Blumer                                   | Sauber C5                          | 257  |
| 18 NS | S 2.0     | 23 | Artos Francy Sauber PP AG                                | Marc Surer Eugen Strähl Harry Blumer                                   | BMW 2.0L I4                        | 257  |
| 19 NS | S 2.0     | 20 | C.H. Graeminger                                          | Sandro Plastina Mario Luini Jean-Daniel Grandjean                      | Cheetah G601                       | 250  |
| 19 NS | S 2.0     | 20 | C.H. Graeminger                                          | Sandro Plastina Mario Luini Jean-Daniel Grandjean                      | Ford Cosworth BDG 2.0L I4          | 250  |
| 20 NS | GT 3.0    | 64 | Georges Bourdillat                                       | Georges Bourdillat Alain-Michel Bernhard Jean-Luc Favresse             | Porsche 911 Carrera RSR            | 241  |
| 20 NS | GT 3.0    | 64 | Georges Bourdillat                                       | Georges Bourdillat Alain-Michel Bernhard Jean-Luc Favresse             | Porsche 3.0L Flat-6                | 241  |
| 21 NS | S 2.0     | 25 | Team Pronuptia                                           | Bruno Sotty Gérard Cuynet Jean-Claude Dufrey                           | Lola T294/6                        | 238  |
| 21 NS | S 2.0     | 25 | Team Pronuptia                                           | Bruno Sotty Gérard Cuynet Jean-Claude Dufrey                           | Ford Cosworth FVC 1.9L I4          | 238  |
| 22 NS | S 2.0     | 24 | Team Pronuptia                                           | Michel Elkoubi Pierre Yver Philippe Streiff                            | Lola T296                          | 232  |
| 22 NS | S 2.0     | 24 | Team Pronuptia                                           | Michel Elkoubi Pierre Yver Philippe Streiff                            | Ford Cosworth FVC 1.9L I4          | 232  |
| 23 NS | S 2.0     | 28 | Dominique Lacaud                                         | Michel Lateste Jean-François Auboiron Dominique Lacaud                 | Lola T297                          | 217  |
| 23 NS | S 2.0     | 28 | Dominique Lacaud                                         | Michel Lateste Jean-François Auboiron Dominique Lacaud                 | BMW 2.0L I4                        | 217  |
| 24 NS | Gr.5 +2.0 | 45 | Porsche Kremer Racing                                    | Louis Krages Dieter Schornstein Philippe Gurdjian                      | Porsche 935/77                     | 182  |
| 24 NS | Gr.5 +2.0 | 45 | Porsche Kremer Racing                                    | Louis Krages Dieter Schornstein Philippe Gurdjian                      | Porsche Type-935 3.0L Turbo Flat-6 | 182  |
| 25 NS | S 2.0     | 27 | Mogil Motors Ltd. with Kores Racing                      | Tony Charnell Robin Smith Fréderic Alliot Richard Jones                | Chevron B31                        | 180  |
| 25 NS | S 2.0     | 27 | Mogil Motors Ltd. with Kores Racing                      | Tony Charnell Robin Smith Fréderic Alliot Richard Jones                | Ford Cosworth BDG 2.0L I4          | 180  |
| 26 NU | S +2.0    | 1  | Renault Sport                                            | Jean-Pierre Jabouille Patrick Depailler                                | Renault Alpine A443                | 279  |
| 26 NU | S +2.0    | 1  | Renault Sport                                            | Jean-Pierre Jabouille Patrick Depailler                                | Renault 2.0L Turbo V6              | 279  |
| 27 NU | S +2.0    | 5  | Martini Racing Porsche System                            | Jacky Ickx Henri Pescarolo Jochen Mass                                 | Porsche 936/78                     | 255  |
| 27 NU | S +2.0    | 5  | Martini Racing Porsche System                            | Jacky Ickx Henri Pescarolo Jochen Mass                                 | Porsche Type-935 2.1L Turbo Flat-6 | 255  |
| 28 NU | IMSA +2.5 | 88 | Pozzi-Thompson JMS Racing                                | Jean-Claude Andruet Spartaco Dini                                      | Ferrari 512BB                      | 251  |
| 28 NU | IMSA +2.5 | 88 | Pozzi-Thompson JMS Racing                                | Jean-Claude Andruet Spartaco Dini                                      | Ferrari 4.9L Flat-12               | 251  |
| 29 NU | IMSA +2.5 | 87 | Luigi Chinetti Sr.                                       | Jacques Guérin Jean-Pierre Delauney Gregg Young                        | Ferrari 512BB                      | 232  |
| 29 NU | IMSA +2.5 | 87 | Luigi Chinetti Sr.                                       | Jacques Guérin Jean-Pierre Delauney Gregg Young                        | Ferrari 4.9L Flat-12               | 232  |
| 30 NU | IMSA +2.5 | 89 | Pozzi-Thompson JMS Racing                                | Claude Ballot-Léna Jean-Louis Lafosse                                  | Ferrari 512BB                      | 218  |
| 30 NU | IMSA +2.5 | 89 | Pozzi-Thompson JMS Racing                                | Claude Ballot-Léna Jean-Louis Lafosse                                  | Ferrari 4.9L Flat-12               | 218  |
| 31 NU | S +2.0    | 19 | IBEC Racing Developments, Ltd.                           | Guy Edwards Ian Grob                                                   | Ibec-Hesketh 308LM                 | 195  |
| 31 NU | S +2.0    | 19 | IBEC Racing Developments, Ltd.                           | Guy Edwards Ian Grob                                                   | Ford Cosworth DFV 3.0L V8          | 195  |
| 32 NU | S 2.0     | 30 | ROC La Pierre du Nord                                    | Jacques Henry Albert Dufréne Max Cohen-Olivar                          | Chevron B36                        | 195  |
| 32 NU | S 2.0     | 30 | ROC La Pierre du Nord                                    | Jacques Henry Albert Dufréne Max Cohen-Olivar                          | ROC-Chrysler 2.0L I4               | 195  |
| 33 NU | GTP +3.0  | 78 | WM A.E.R.E.M. / Team Esso Aseptogyl                      | Christian Debias Xavier Mathiot Marc Sourd                             | WM P78                             | 186  |
| 33 NU | GTP +3.0  | 78 | WM A.E.R.E.M. / Team Esso Aseptogyl                      | Christian Debias Xavier Mathiot Marc Sourd                             | Peugeot PRV 2.7L Turbo V6          | 186  |
| 34 NU | GTP 3.0   | 76 | WM A.E.R.E.M. / Team Esso Aseptogyl                      | Christine Dacremont Marianne Hoepfner                                  | WM P76                             | 171  |
| 34 NU | GTP 3.0   | 76 | WM A.E.R.E.M. / Team Esso Aseptogyl                      | Christine Dacremont Marianne Hoepfner                                  | Peugeot PRV 2.7L V6                | 171  |
| 35 NU | GT +3.0   | 68 | Hervé Poulain                                            | Edgar Dören Gerhard Holup Hervé Poulain Roman Feitler                  | Porsche 934                        | 167  |
| 35 NU | GT +3.0   | 68 | Hervé Poulain                                            | Edgar Dören Gerhard Holup Hervé Poulain Roman Feitler                  | Porsche 3.0L Turbo Flat-6          | 167  |
| 36 NU | S +2.0    | 3  | Renault Sport                                            | Derek Bell Jean-Pierre Jarier                                          | Renault Alpine A442A               | 162  |
| 36 NU | S +2.0    | 3  | Renault Sport                                            | Derek Bell Jean-Pierre Jarier                                          | Renault 2.0L Turbo V6              | 162  |
| 37 NU | IMSA +2.5 | 91 | Dick Barbour Racing                                      | Bob Garretson Steve Earle Robert Akin                                  | Porsche 935/77                     | 159  |
| 37 NU | IMSA +2.5 | 91 | Dick Barbour Racing                                      | Bob Garretson Steve Earle Robert Akin                                  | Porsche Type-935 3.0L Turbo Flat-6 | 159  |
| 38 NU | S 2.0     | 29 | ROC Modylook                                             | Michel Dubois Daniel Gache Julien Sanchez                              | Chevron B36                        | 142  |
| 38 NU | S 2.0     | 29 | ROC Modylook                                             | Michel Dubois Daniel Gache Julien Sanchez                              | ROC-Chrysler 2.0L I4               | 142  |
| 39 NU | Gr.5 +2.0 | 48 | Haberthur Mecarillos-Cégécol Racing Team                 | Herbert Müller Claude Haldi „Nico”                                     | Porsche 935/76                     | 140  |
| 39 NU | Gr.5 +2.0 | 48 | Haberthur Mecarillos-Cégécol Racing Team                 | Herbert Müller Claude Haldi „Nico”                                     | Porsche Type-935 3.0L Turbo Flat-6 | 140  |
| 40 NU | S 2.0     | 26 | G.V.E.A.                                                 | Georges Morand Eric Vaugnat Christian Blanc                            | Lola T296                          | 130  |
| 40 NU | S 2.0     | 26 | G.V.E.A.                                                 | Georges Morand Eric Vaugnat Christian Blanc                            | Ford Cosworth BDG 2.0L I4          | 130  |
| 41 NU | S 2.0     | 21 | Jean-Marie Lemerle                                       | Jean-Marie Lemerle Alain Levié Pierre-François Rousselot               | Lola T294                          | 126  |
| 41 NU | S 2.0     | 21 | Jean-Marie Lemerle                                       | Jean-Marie Lemerle Alain Levié Pierre-François Rousselot               | ROC-Chrysler 2.0L I4               | 126  |
| 42 NU | GT 3.0    | 65 | Joël Laplacette                                          | Antoine Salamin Gerard Vial Yves Courage Joël Laplacette               | Porsche 930                        | 116  |
| 42 NU | GT 3.0    | 65 | Joël Laplacette                                          | Antoine Salamin Gerard Vial Yves Courage Joël Laplacette               | Porsche 3.3L Turbo Flat-6          | 116  |
| 43 NU | S 2.0     | 34 | BMW Great Britain Toleman Delivery                       | Dieter Quester Tom Walkinshaw Rad Dougall                              | Osella PA6                         | 113  |
| 43 NU | S 2.0     | 34 | BMW Great Britain Toleman Delivery                       | Dieter Quester Tom Walkinshaw Rad Dougall                              | BMW 2.0L I4                        | 113  |
| 44 NU | S 2.0     | 32 | Dorset Racing Associates with Kelly Girl                 | Ian Harrower Tony Birchenhough Miss Juliette Slaughter Brian Joscelyne | Lola T294                          | 61   |
| 44 NU | S 2.0     | 32 | Dorset Racing Associates with Kelly Girl                 | Ian Harrower Tony Birchenhough Miss Juliette Slaughter Brian Joscelyne | Ford Cosworth FVC 2.0L I4          | 61   |
| 45 NU | GT +3.0   | 61 | Auto Daniel Urcun                                        | Guy Chasseuil Jean-Claude Lefévre Marcel Mignot                        | Porsche 934                        | 61   |
| 45 NU | GT +3.0   | 61 | Auto Daniel Urcun                                        | Guy Chasseuil Jean-Claude Lefévre Marcel Mignot                        | Porsche 3.0L Turbo Flat-6          | 61   |
| 46 NU | GTP +3.0  | 77 | WM A.E.R.E.M. / Team Esso Aseptogyl                      | Jean-Daniel Raulet Marcel Mamers                                       | WM P77                             | 44   |
| 46 NU | GTP +3.0  | 77 | WM A.E.R.E.M. / Team Esso Aseptogyl                      | Jean-Daniel Raulet Marcel Mamers                                       | Peugeot PRV 2.7L Turbo V6          | 44   |
| 47 NU | Gr.5 +2.0 | 94 | Whittington Bros. Racing                                 | Don Whittington Bill Whittington Franz Konrad                          | Porsche 935/77                     | 41   |
| 47 NU | Gr.5 +2.0 | 94 | Whittington Bros. Racing                                 | Don Whittington Bill Whittington Franz Konrad                          | Porsche Type-935 3.0L Turbo Flat-6 | 41   |
| 48 NU | IMSA +2.5 | 85 | Ecurie Francorchamps                                     | Teddy Pilette Jean Blaton Raymond Touroul                              | Ferrari 512BB                      | 39   |
| 48 NU | IMSA +2.5 | 85 | Ecurie Francorchamps                                     | Teddy Pilette Jean Blaton Raymond Touroul                              | Ferrari 4.9L Flat-12               | 39   |
| 49 NU | GT +3.0   | 69 | Ravenel Frères                                           | Willy Braillard Philippe Dagoreau Jean-Louis Ravenel Jean Ravenel      | Porsche 934                        | 35   |
| 49 NU | GT +3.0   | 69 | Ravenel Frères                                           | Willy Braillard Philippe Dagoreau Jean-Louis Ravenel Jean Ravenel      | Porsche 3.0L Turbo Flat-6          | 35   |
| 50 NU | Gr.5 +2.0 | 46 | Porsche Kremer Racing                                    | Martin Raymond „Steve” Mike Franey                                     | Porsche 935/77                     | 34   |
| 50 NU | Gr.5 +2.0 | 46 | Porsche Kremer Racing                                    | Martin Raymond „Steve” Mike Franey                                     | Porsche Type-935 3.0L Turbo Flat-6 | 34   |
| 51 NU | S +2.0    | 11 | Grand Touring Cars Inc.                                  | Sam Posey Michel Leclère                                               | Mirage M9                          | 33   |
| 51 NU | S +2.0    | 11 | Grand Touring Cars Inc.                                  | Sam Posey Michel Leclère                                               | Renault 2.0L Turbo V6              | 33   |
| 52 NU | IMSA +2.5 | 84 | Brad Frisselle Racing Wynn's Belgium                     | Brad Frisselle Robert Kirby John Hotchkis                              | Chevrolet Monza                    | 30   |
| 52 NU | IMSA +2.5 | 84 | Brad Frisselle Racing Wynn's Belgium                     | Brad Frisselle Robert Kirby John Hotchkis                              | Chevrolet 5.7L V8                  | 30   |
| 53 NU | S 2.0     | 33 | Dorset Racing Associates Cloud Engineering               | Bob Evans Martin Birrane Richard Down Richard Bond                     | Lola T294                          | 23   |
| 53 NU | S 2.0     | 33 | Dorset Racing Associates Cloud Engineering               | Bob Evans Martin Birrane Richard Down Richard Bond                     | Ford Cosworth FVC 2.0L I4          | 23   |
| 54 NU | Gr.5 +2.0 | 47 | Weisberg Gelo Team                                       | John Fitzpatrick Toine Hezemans                                        | Porsche 935/77                     | 19   |
| 54 NU | Gr.5 +2.0 | 47 | Weisberg Gelo Team                                       | John Fitzpatrick Toine Hezemans                                        | Porsche Type-935 3.0L Turbo Flat-6 | 19   |
| DK    | S +2.0    | 12 | Simon Phillips Racing BATCO France                       | Nick Faure John Beasley Simon Phillips Martin Raymond                  | De Cadenet-Lola T380               | 99   |
| DK    | S +2.0    | 12 | Simon Phillips Racing BATCO France                       | Nick Faure John Beasley Simon Phillips Martin Raymond                  | Ford Cosworth DFV 3.0L V8          | 99   |